# Franz Augsberger
Franz Augsberger (10 de outubro de 1905 - 19 de março de 1945) foi um oficial austríaco que serviu na  durante a Segunda Guerra Mundial. Foi condecorado com a Cruz de Cavaleiro da Cruz de Ferro.

## Vida
Nascido na Áustria em 1905, Franz Augsberger ingressou no Sturmabteilung (SA) e no Partido Nazista (NSDAP) em 1930. Ele estava encarregado da propaganda do NSDAP até junho de 1933, quando o NSDAP foi declarado ilegal na Áustria. Augsberger mudou-se para a Alemanha e juntou-se à SS em 1932. Em 1934, Augsberger juntou-se ao SS-Verfügungstruppe (tropas disposicionais SS; SS-VT). Ele frequentou e depois ensinou em uma escola de treinamento da SS até março de 1939, quando foi transferido para o regimento das SS Der Führer.

Augsberger foi nomeado comandante de um regimento na 6ª Divisão de Montanha SS Nord. Em maio de 1942 ele foi condecorado com a Cruz Alemã de Ouro. Em outubro de 1942, Augsberger foi nomeado comandante de 3 Brigadas de Voluntários SS da Estônia. Em 1944, a brigada foi ampliada para formar a 20ª Divisão de Granadeiros Waffen das SS (1ª Estônia), com Augsberger permanecendo o comandante da unidade. Augsberger comandou a divisão durante a longa retirada das forças alemãs na Frente Oriental. No início de março, ele foi premiado com a Cruz de Cavaleiro da Cruz de Ferro do Marechal de Campo Ferdinand Schörner. Em 19 de março, ele foi morto em ação como resultado de uma explosão de bomba no quartel em Neustadt, Oberschlesien.